# Os Flintstones (filme)
The Flintstones (bra: Os Flintstones - O Filme; prt: Os Flintstones) é um filme americano de 1994, dos gêneros aventura e comédia, dirigido por Brian Levant, com roteiro de Tom S. Parker, Jim Jennewein e Steven E. de Souza baseado na telessérie animada homônima produzida na década de 1960.
Estrelado por John Goodman (Fred Flintstone), Rick Moranis (Barney Rubble), Elizabeth Perkins (Wilma Flintstone) e Rosie O'Donnell (Betty Rubble), o filme também apresenta Kyle MacLachlan como o antagonista principal Cliff Vandercave, Halle Berry como sua secretária sedutora e Elizabeth Taylor (em sua última aparição em cinema), como Pearl Slaghoople, a mãe de Wilma. A banda The B-52s (apresentados como BC-52's no filme) apresentaram sua versão da música-tema do desenho animado.
O longa, que foi filmado na Califórnia, foi lançado nos cinemas americanos em 27 de maio de 1994 e arrecadou quase 342 milhões de dólares em todo o mundo contra um orçamento de 46 milhões de dólares, o que o tornou um grande sucesso de bilheteria, apesar de receber críticas de mistas para negativas dos críticos. Os críticos contestaram o enredo da história, que consideraram adulta demais para o público familiar, bem como a escalação de O'Donnell como Betty e Taylor como Pearl, mas elogiaram seus efeitos visuais, figurino, direção de arte e o desempenho de Goodman como Fred.
Foi a segunda adaptação cinematográfica dos Flintstones para o cinema depois de The Man Called Flintstone, que foi feito com animação tradicional (assim como a série de TV original) e lançado em 1966. Em 2000, foi lançada uma prequela intitulada The Flintstones in Viva Rock Vegas, que se tornou um fiasco de bilheteria.

## Enredo
Em Bedrock, o vice-presidente da Slate International (Pedregulho e Cia. na dublagem brasileira), Cliff Vandercave, e sua secretária, senhorita Stone (na dublagem brasileira, Ágata Cristal), discutem seu plano para enganar a companhia de sua vasta fortuna e fugir; como parte do plano, eles precisariam que um dos funcionários fosse o bode expiatório. Enquanto isso, Fred Flintstone empresta dinheiro a seu melhor amigo e vizinho Barney Rubble para que ele e sua esposa Betty possam adotar uma criança; o orfanato lhes concede a adoção de um garotinho chamado Bamm-Bamm, que só consegue pronunciar seu próprio nome. Embora Bamm-Bamm seja inicialmente difícil de controlar devido a ser criado por mastodontes e, por subsequência disso, ter super força, ele finalmente se adapta à sua nova família. Barney promete reembolsar seu amigo Fred por sua dívida de gratidão. Apesar da sogra de Fred, Pearl Slaghoople, fazer pouco caso dele para sua esposa e filha dela, Wilma continua apoiando a decisão de Fred de ajudar Barney. Fred promete que ele vai melhorar sua condição de vida, provando à sua sogra que ela está errada.
Como parte de seu esquema para encontrar a vítima de seus planos maléficos, Cliff realiza um teste de aptidão em toda a empresa, onde o trabalhador com a maior pontuação se tornaria o novo vice-presidente da empresa. Sabendo o quanto Fred quer uma promoção, Barney troca secretamente seu teste completo com o de Fred, já que ele sabe que ele muito provavelmente terá tirado uma nota mais alta que seu amigo. Fred recebe a promoção, completa com muitas vantagens extravagantes, incluindo um grande escritório executivo e uma bela secretária, que é a senhorita Stone, que o atrai sensualmente. Obedecendo ordens de Cliff, a primeira atitude de Fred como vice-presidente é demitir Barney da empresa uma vez que ele assumiu a nota baixa de Fred ao trocar as provas no teste, sendo a mais baixa de todos os concorrentes. Fred não está disposto a demitir seu amigo, mas Vandercave ameaça demitir Barney e ele se ele se recusar. Fred relutantemente aceita, mas faz o possível para ajudar Barney a sustentar sua família, e até convida os Rubble a morar com a família Flintstone para que possam alugar sua casa para obter renda extra. 
No entanto, o trabalho de Fred e a sua riqueza recém-adquirida prejudicam seu relacionamento com Wilma e os Rubbles. Vandercave finalmente engana Fred para demitir mais trabalhadores, sob as objeções de seu "Pterofone" (uma ave da idade da pedra que "trabalha" como um telefone de recados no escritório de Fred). Mais tarde, Barney confronta Fred depois de ver os protestos dos trabalhadores demitidos da empresa em um canal de notícias de televisão e, no calor da discussão, revela que ele trocou sua prova do teste de aptidão com a de Fred; agora brigados, os Rubbles saem da casa dos Flintstones, apesar de não terem onde morar. Wilma se cansa do comportamento cada vez mais esnobe de Fred, especialmente depois de pegá-lo no meio de um momento íntimo com sua secretária e ela o deixa para ir à casa de sua mãe com sua filha Pedrita; as atitudes de Fred e o recém-descoberto sistema de desvio de dinheiro que acusam Fred criminalmente tornam-se populares na cidade através da televisão e dos jornais, o que afeta cada vez mais seu relacionamento com Wilma e os Rubbles; Fred torna-se procurado pela polícia enquanto Cliff cada vez mais enriquece ilicitamente às custas dele.
Fred vai para a pedreira e percebe seu erro quando descobre o plano de Vandercave. Ele descobre que Vandercave falsificou documentos para dar a impressão de que Fred roubou o dinheiro e que ele denunciou o dinheiro roubado à polícia; uma perseguição por Fred segue, liderada pela polícia e pelos trabalhadores demitidos. Mesmo chocada com as notícias, Wilma se nega a acreditar que Fred se meteria num crime tão horroroso e, junto com Betty, vai até a sede da companhia para pegarem o Pterofone para servir como testemunha e limpar o nome de Fred; elas escapam, mas não antes de serem vistas com o animal por Cliff da janela do seu escritório. Enquanto isso, Fred, disfarçado, tenta entrar em uma caverna onde os trabalhadores estão buscando refúgio, mas eles descobrem o seu disfarce e tentam linchá-lo enforcando-o em uma árvore; Barney também é quase enforcado depois que ele admite sua parcela de culpa no caso. Fred e Barney se reconciliam, mas antes de serem enforcados, Wilma e Betty chegam com o Pterofone, que, após Fred se desculpar com ele e os trabalhadores, conta a verdadeira história para todos; os trabalhadores liberam Fred e Barney depois de perceberem que Vandercave foi quem os despediu.
Vandercave sequestra Pedrita e Bamm-Bamm e exige o Pterofone de volta em troca do retorno seguro das crianças. Fred e Barney confrontam Vandercave na pedreira, onde Vandercave amarrou as crianças dentro de uma grande máquina de mistura industrial. Cliff ativa a gigantesca máquina, mesmo com Barney e Fred devolvendo o Pterofone, e foge deixando os pais e as crianças ainda na máquina. Barney consegue resgatar as crianças enquanto Fred destrói o equipamento. O Pterofone escapa de Vandercave e o atrai de volta para a pedreira, onde a Srta. Stone o golpeia depois de saber que Vandercave estava planejando fugir sem ela. A polícia, Wilma, Betty e Sr. Slate/Pedregulho chegam à pedreira enquanto Vandercave tenta fugir, mas ele é coberto pela substância líquida espessa que sai da gigantesca máquina de mistura destruída.
Com o Pterofone servindo de testemunha e fornecendo provas contra Vandercave, todas as acusações contra Fred são retiradas. Embora a Srta. Stone seja presa como cúmplice de Vandercave, Fred está confiante de que ela receberá a indulgência por ajudá-los a derrotar Vandercave. Impressionado com as qualidades da substância líquida que Fred inadvertidamente criou quando destruiu a máquina de mistura, o Sr. Slate apelida a substância de "concreto" em homenagem a sua filha Concretia e faz planos para produzi-lo com Fred como o presidente de sua divisão; com a descoberta do concreto, a Idade da Pedra chegaria ao fim segundo as palavras do próprio Pedregulho. Tendo percebido como sua vida mudou para pior depois que conquistou sua fortuna e alto status enquanto era vice-presidente, Fred recusa a promoção e apenas pede que os trabalhadores demitidos sejam readmitidos e que tenham um aumento de salário, aos quais o Sr. Slate concorda. Quando os Flintstones e Rubbles finalmente fazem as pazes, Fred e Barney entram em uma briga humorística quando Fred mais uma vez pede a Barney uma pequena quantia de dinheiro para o seu café da manhã.

## Elenco
- John Goodman como Fred Flintstone
- Elizabeth Perkins como Wilma Flintstone
- Rick Moranis como Barney Rubble
- Rosie O'Donnell como Betty Rubble[12][13]
- Kyle MacLachlan como Cliff Vandercave
- Halle Berry como Senhorita Sharon Stone[8][9]
- Elizabeth Taylor como Pearl Slaghoople
- Dann Florek como Sr. Pedregulho
- Sheryl Lee Ralph como Sra. Pyrite
- Richard Moll como Hoagie
- Irwin Keyes como Joe Rockhead
- Harvey Korman como voz do Pterofone
- Jonathan Winters como Homem grisalho, um colega de trabalho de Fred e Barney.
- Mel Blanc como voz do Dino.
  - Brian Levant usou obras previamente gravadas de Blanc (falecido em 1989) para fornecer a voz de Dino.
- Elaine & Melanie Silver como Pedrita Flintstone.
- Hlynur & Marinó Sigurðsson como Bamm-Bamm Rubble.
- The B-52's como os BC-52's.

Jean Vander Pyl, dubladora de Wilma na série de televisão original, aparece em uma participação especial como a Sra. Feldspar no linha Conga atrás de Dino. Kate Pierson, Fred Schneider e Keith Strickland da banda The B-52's aparecem como os "BC-52's" e cantam "The Bedrock Twist" e "(Meet) The Flintstones" no filme. Jay Leno aparece como o apresentador do talk show "Os Mais Procurados de Bedrock", enquanto Laraine Newman aparece como uma repórter do noticiário. Criadores William Hanna e Joseph Barbera também fazem aparições, onde Hanna desempenha um executivo da diretoria e Barbera desempenha um homem dirigindo um Mersandes. Sam Raimi aparece como um Fred Flintsone sósia.
Na dublagem brasileira, Rogério Márcico, o Barney, foi o único dublador do desenho original a retornar, apesar de Marthus Mathias ainda estar em atividade, sendo substituído como Fred por Silvio Navas. Jane Kelly substituiu Isaura Gomes como Betty, e Neusa Azevedo dublou Wilma no lugar de Helena Samara.

## Produção

### Desenvolvimento e escrita
Em 1985, os produtores Keith Barish e Joel Silver compraram os direitos de uma versão live-action de The Flintstones e pediram a Steven E. de Souza para escrever um roteiro com Richard Donner contratado para dirigir. O roteiro de De Souza acabou sendo rejeitado e Mitch Markowitz foi contratado para escrever um roteiro. Markowitz comentou: "Eu nem me lembro disso tão bem, mas Fred e Barney deixam sua cidade durante uma depressão terrível e atravessam o país, ou seja lá que maldita coisa pré-histórica for, procurando emprego. Eles acabam em parques de trailers tentando manter suas famílias juntas. Eles exibem momentos de heroísmo e pungência". A versão de Markowitz era aparentemente sentimental demais para o diretor Donner, que não gostava disso. Eventualmente, os direitos foram comprados pela Amblin Entertainment e Steven Spielberg que, depois de trabalhar com Goodman no filme Always, estava determinado a colocá-lo como Fred. Brian Levant foi contratado como diretor, sabendo que ele era a pessoa certa por causa de seu amor pela série original. Eles sabiam que ele era um ávido fã da série por causa de sua coleção de itens dos Flintstones e o conhecimento que ele tinha da série.
Quando Levant foi contratado, todos os roteiros anteriores foram jogados fora. Levant então recrutou o que ele chamou de "equipe de escritores de estrelas", que consistia em seus amigos escritores de programas de televisão como Family Ties, Night Court e Happy Days. "Esta é uma comédia sobre esteróides", disse Levant. "Nós estávamos apenas tentando melhorar." Apelidado de "Flintstone Eight", o grupo escreveu um novo rascunho, mas outras quatro mesas-redondas foram realizadas, cada uma com novos talentos. Lowell Ganz e Babaloo Mandel levaram para casa cerca de US$100,000 por apenas dois dias de trabalho. Rick Moranis também esteve presente nas mesas redondas de Levant, e mais tarde descreveu o filme como "um daqueles roteiros que tinham cerca de 18 escritores". Os efeitos para Dino, Pterofone e outras criaturas pré-históricas foram fornecidos pela Jim Henson's Creature Shop. A banda The B-52s apareceu no filme como BC-52’s e interpretou a música-tema, “Meet the Flintstones”.

### Informações do elenco
Os atores John Candy, Jim Belushi, Dan Aykroyd, Bill Murray e Chevy Chase foram todos considerados para o papel de Fred Flintstone, mas John Candy morreu antes do início da produção, os últimos quatro atores foram considerados muito magros e um terno gordo foi considerado inadequado demais para ser usado. Se Goodman tivesse recusado o papel, o filme não teria sido feito. Geena Davis, Faith Ford e Catherine O'Hara foram todas consideradas para o papel de Wilma. Elizabeth Perkins ganhou o papel. Danny DeVito foi a primeira escolha original para Barney, mas ele recusou o papel como ele achava que ele era muito rude para fazer o personagem corretamente e sugeriu Rick Moranis para o papel. DeVito também foi considerado por Fred Flintstone. Embora Janine Turner foi considerada, Rosie O'Donnell ganhou o papel de Betty Rubble com a representação da risada da personagem de desenho animado. Tanto Tracey Ullman quanto Daphne Zuniga também foram consideradas para o papel. Sharon Stone era para interpretar a Srta. Stone, mas recusou por causa de conflitos de agendamento. O papel também foi oferecido a Nicole Kidman. Anna Nicole Smith também foi considerada. Tanto Audrey Meadows quanto Elizabeth Montgomery foram consideradas para o papel de Pearl Slaghoople.

### Filmagem
Partes do filme foram filmadas em Glen Canyon em Utah e no Condado de Los Angeles, na Califórnia.

## Recepção

### Resposta da crítica
O site de filmes Rotten Tomatoes deu ao filme uma classificação de 22% de aprovação (sendo classificado como "podre") com base em 44 avaliações com uma classificação média de 3.7/10. No Metacritic, que atribui uma classificação normalizada de 100 a críticas dos críticos tradicionais, o filme recebeu uma pontuação média de 38 de 100, o que indica "avaliações geralmente desfavoráveis", com base em 15 avaliações.
No programa de televisão Siskel & Ebert & the Movies, Roger Ebert do Chicago Sun-Times e seu colega Gene Siskel do Chicago Tribune deram ao filme dois polegares para baixo. Ambos mencionaram que suas principais linhas de história (apropriação indébita, problemas de sogra, política do escritório e casos extraconjugais) eram histórias de filmes para adultos e que as crianças não seriam capazes de entender. No entanto, muitos críticos elogiaram a aparência do filme, a fidelidade ao desenho animado, os figurinos de Rosanna Norton e o desempenho de Goodman. Algumas críticas foram positivas, incluindo a revista Time, que disse que "The Flintstones é engraçado", e Joel Siegel, do programa Good Morning America, da ABC, e WABC-TV, que chamou o filme de "pré-histórico, histérico... muito divertido". Em uma entrevista de 1997, Joseph Barbera, co-criador de The Flintstones e co-fundador da Hanna-Barbera Productions, afirmou que, embora ele tenha ficado impressionado com o visual do filme, ele admitiu que a história "não foi tão boa quanto ele pensava e que poderia ter sido melhor".

### Bilheteria
Apesar das críticas negativas, The Flintstones foi um sucesso de bilheteria, arrecadando US$130,531,208 no mercado interno, incluindo os US$37,182,745 que fez durante seus 4 dias de Memorial Day no fim de semana de abertura em 1994. Foi ainda melhor internacionalmente, ganhando mais US$211,100,000 no exterior, para um total de US$341,631,208 em todo o mundo, diante de um orçamento de US$46 milhões.

### Premiações
Rosie O'Donnell ganhou o prêmio Framboesa de Ouro de Pior Atriz Coadjuvante por sua performance neste filme; o filme também ganhou na categoria de Pior Roteiro e foi indicado ainda para outros dois prêmios: Pior Atriz Coadjuvante, pela performance de Elizabeth Taylor, e Pior Remake ou Sequência. No entanto, o filme também recebeu quatro indicações ao Saturn Award, incluindo Melhor Filme de Fantasia, Melhor Figurino e Melhor Atriz Coadjuvante pelas performances de O'Donnell e Berry.

### Marketing
A produtora Universal Pictures é satirizada como Univershell.
Durante a Copa do Mundo FIFA de 1994 que ocorreu nos EUA, os atores que fizeram os papéis principais no filme John Goodman (Fred), Rick Moranis (Barney), Rosie O'Donnell (Betty) e Elisabeth Perkins (Wilma) apareceram na câmera durante algumas transmissões dos jogos; o ator John Goodman apareceu como Fred segurando a bandeira brasileira e dando apoio aos jogadores brasileiros em uma ocasião.
Na cena quando Barney aparece em seu caminhão de sorvetes durante o linchamento de Fred pode-se ouvir uma musiquinha vindo do veículo. Essa musiquinha é, na verdade, o tema dos Jetsons (outra série animada também de autoria de William Hanna e Joseph Barbera).
A rede de lanchonetes McDonald's comercializaram uma série de promoções dos Flintstones para o filme, incluindo o sanduíche McRib que aparece no filme e o combo "Grand Proobah Meal" e, com este último, um prêmio de canecas de vidro para colecionar, e brinquedos baseados nos personagens e localizações do filme. Nos informes comerciais da rede, o McDonalds foi renomeado "RocDonald's", a fim de imitar também o filme, com imagens de uma cidade da idade da pedra e outras semelhanças de outras empresas e nomes próprios da franquia Flintstones.
The Flintstones, um videogame baseado no filme, foi desenvolvido pela Sega Genesis, desenvolvida pela Foley Hi-Tech e publicada pela Ocean Software também foi planejada, mas foi cancelada mais tarde e lançada no Sega Channel. Tetley promoveu anúncios com áudio do filme, incluindo canecas, estrelado por personagens do filme. Jurassic Park, o nome de outro filme também foi visto brevemente como um parque no filme.

## Lançamento em outras mídias

### Doméstico
O filme foi lançado, primeiro em VHS e LaserDisc em 8 de novembro de 1994 pela MCA/Universal Home Video. Mais tarde, fez sua estréia em DVD em 16 de março de 1999 e, finalmente, para Blu-ray em 19 de agosto de 2014.

## Prequela
Uma prequela foi lançada em 2000 (seis anos após o primeiro filme); nela é contada a história sobre como Fred, Barney, Wilma e Betty se conheceram. O elenco original não reprisa seus papéis como os personagens principais, apesar de Rosie O'Donnell fornecer a voz de um polvo que deu massagens para as versões mais novas de Betty & Wilma e Irwin Keyes voltar como Joe Rockhead (sendo este o único membro do elenco de The Flintstones a reprisar seu papel original do primeiro filme). Ao contrário de seu antecessor, este decepcionou na bilheteria.